# Hahnenhorn

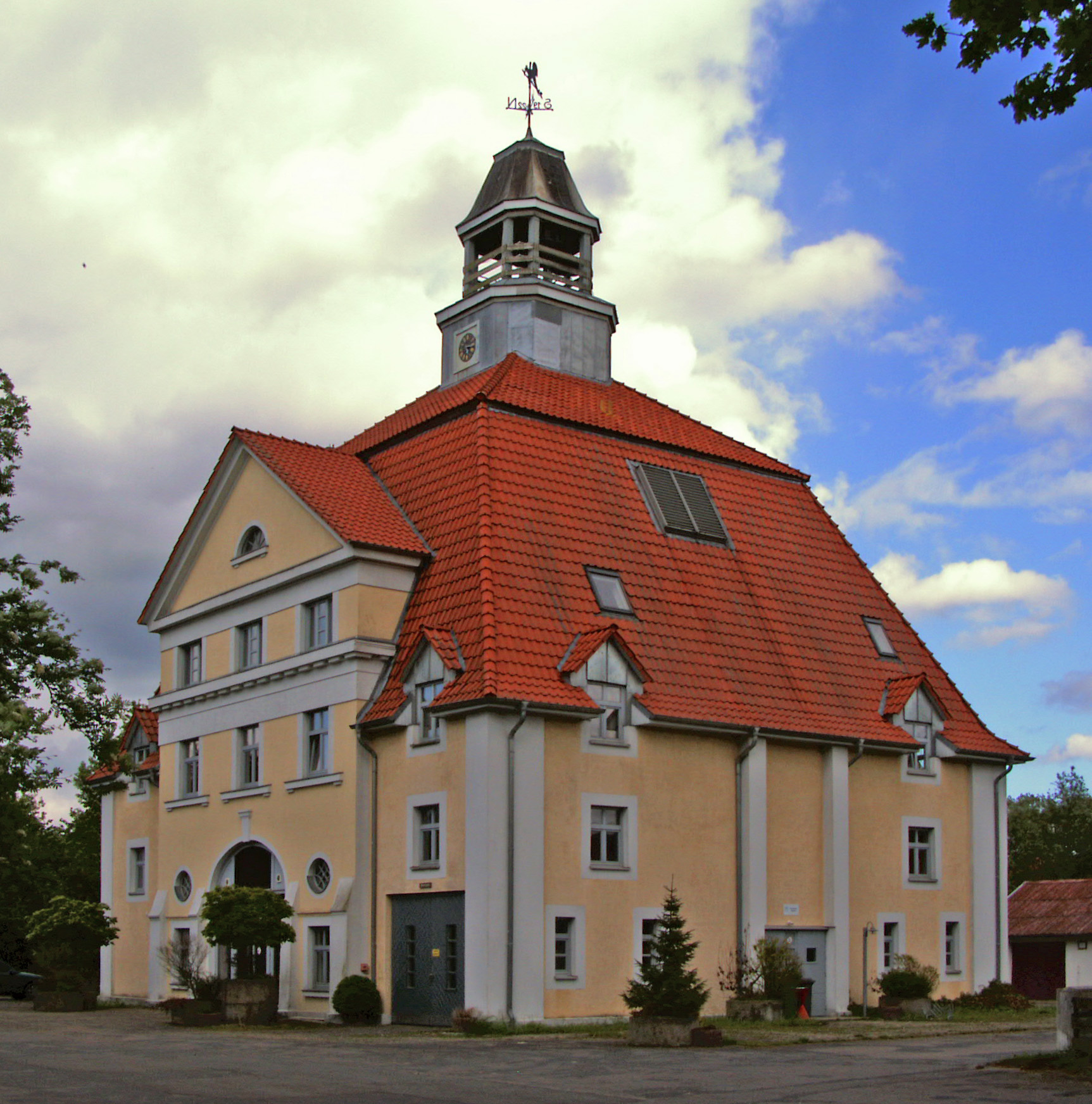
Hahnenhorner Turm

Hahnenhorn ist ein Ortsteil der Gemeinde Müden (Aller) im Landkreis Gifhorn in Niedersachsen mit 178 Einwohnern.

## Geschichte
Seit 1933 trägt Hahnenhorn seinen heutigen Namen; zuvor war es nach dem Moorgebiet Hahnenmoor benannt, in dem es sich befindet. Durch die Namensänderung sollten Verwechslungen mit der Bauerschaft Hahnenmoor der Gemeinde Menslage vermieden werden, die ebenfalls in einem Moorgebiet namens Hahnenmoor liegt.
Hahnenhorn gehörte bis 1954 zur Gemeinde Hohne im Landkreis Celle, hatte danach kurzzeitig eine eigene Gemeindeverwaltung, bis es 1968 der Samtgemeinde Hohne eingegliedert wurde. Die zum Landkreis Celle gehörenden Gemeinden Ummern, Pollhöfen und Hahnenhorn waren vom „Gesetz zur Neugliederung der Gemeinden im Raum Celle“ nicht erfasst; sie wurden zum 1. März 1974 durch das „Gesetz zur Neugliederung der Gemeinden im Raum Gifhorn“ in den Landkreis Gifhorn eingegliedert. Hahnenhorn ist seitdem ein Ortsteil der Gemeinde Müden (Aller).
Sehenswürdigkeit des Ortes ist der so genannte „Turm“, das ehemalige Torhaus eines in den 1920er Jahren am Hahnenmoor gegründeten landwirtschaftlichen Hofguts. Ab 1936 wurden die landwirtschaftlichen Flächen geteilt und an Siedler verkauft, und aus dem Hahnenmoor entstand das Dorf Hahnenhorn. Das Torhaus mit einem Birkhuhn als Windfahne auf dem Glockenturm des Gebäudes ist als einziges der ehemaligen Gutsgebäude noch erhalten.

## Rings um Hahnenhorn
Müden (Aller) – Langlingen – Hohne – Ummern